# De Mysteriis Dom Sathanas
De Mysteriis Dom Sathanas er debutalbummet fra det norske black metal-band Mayhem. Bandet begyndte allerede at arbejde på albummet i 1990, men på grund af sangeren Deads selvmord og bassisten Varg Vikernes' mord på guitaristen Euronymous blev dets udgivelse forsinket til maj 1994.
Ifølge trommeslager Hellhammer skulle sangteksten til "Freezing Moon" opfordre folk til selvmord.
Albumomslaget viser den østlige side af Nidarosdomen i Trondheim.

## Sange
1. "Funeral Fog" – 5:47
2. "Freezing Moon" – 6:22
3. "Cursed in Eternity" – 5:10
4. "Pagan Fears" – 6:21
5. "Life Eternal" – 6:57
6. "From the Dark Past" – 5:27
7. "Buried By Time and Dust" – 3:34
8. "De Mysteriis Dom Sathanas" – 6:22